# Батукада
Батукада је подврста самбе и односи се на бразилски стил музике са афричким примесама, а обично га изводи ансамбл. Широки дијапазон инструмената које се користе у батукади укључују сурдо, тамборим, звонца (агого, бонго и кравље звоно), каису и репинику, чији свирач је обично и члава ансамбла.